# 鎮國軍節度使
鎮國軍節度使，簡稱鎮國節度使、華州節度使，為唐朝、五代關中地方的藩鎮節度使之一。

## 沿革
唐肅宗上元二年（761年）在同州、華州置關東節度使，治華州（今陝西华县）。唐代宗廣德元年（763年）改為同華節度使，治同州（今陝西大荔縣）。唐德宗興元元年（784年）分同州置奉誠節度使，華州置潼關節度使。后廢入京畿直轄。同州为同州防御使，華州置潼關防御使。
唐昭宗大顺元年（890年）韩建为鎮國軍節度使，割据悖命，天复初年被朱全忠兼并，天祐三年（906年）閏十二月，罷廢鎮國軍興德府為華州，併入匡國軍節度使。五代后梁開平三年（909年）改为感化军，陕虢节度使为鎮國軍節度使。后唐复故，后周废鎮國军，北宋恢复镇国军，又为镇潼军，金朝废除。

## 歷任節度使
唐：
关东节度
駱元光（李元谅，783年—784年）
华州节度
- 王重简（883年—885年）

鎮國节度
- 韓建（887年—901年）
- 李存审（903年）
- 朱友裕（903年—904年）

感化節度
- 寇彥卿（909年-910年）
- 康懷貞（910年-914年）
- 王瓚（914年-915年）
- 李保衡（915年-917年）
- 姚勍（918年）
- 尹皓（918年-923年）
- 高允贞（923年）

鎮國節度
- 高允贞（923年-924年）
- 毛璋（924年-925年）
- 史敬鎔（925年-926年）
- 刘彦琮（927年-928年）
- 王景戡（928年-929年）
- 李從昶（929年-931年）
- 華溫琪（931年-933年）
- 王萬榮（933年-934年）
- 張承祐（934年-936年）
- 皇甫立（936年）
- 劉遂凝（936年-938年）
- 張彥澤（938年-939年）
- 皇甫立（939年-941年）
- 楊彥詢（942年-944年）
- 趙瑩（944年-945年）
- 劉繼勳（945年）
- 安審信（945年-946年）
- 安叔千（946年-947年，遼國授）
- 侯章（947年-948年）
- 扈彥珂（948年-949年）
- 趙思綰（949年，未至任）
- 劉詞（949年-950年）
- 王饒（950年-951年）
- 孫方諫（951年-954年）
- 史彥超（954年）
- 宋偓（964年-967年）
- 罗彦瓌（967年-968年）
- 赵文度（969年-972年）
- 李崇矩（972年-973年）